# Thinophilus scutohirtus
Thinophilus scutohirtus är en tvåvingeart som beskrevs av Octave Parent 1941. Thinophilus scutohirtus ingår i släktet Thinophilus och familjen styltflugor. Inga underarter finns listade i Catalogue of Life.